# Delta del Mekong
Il delta del Mekong è la regione geografica del Vietnam costituita dal delta fluviale formato dal Mekong al suo sfociare nel mar Cinese Meridionale.

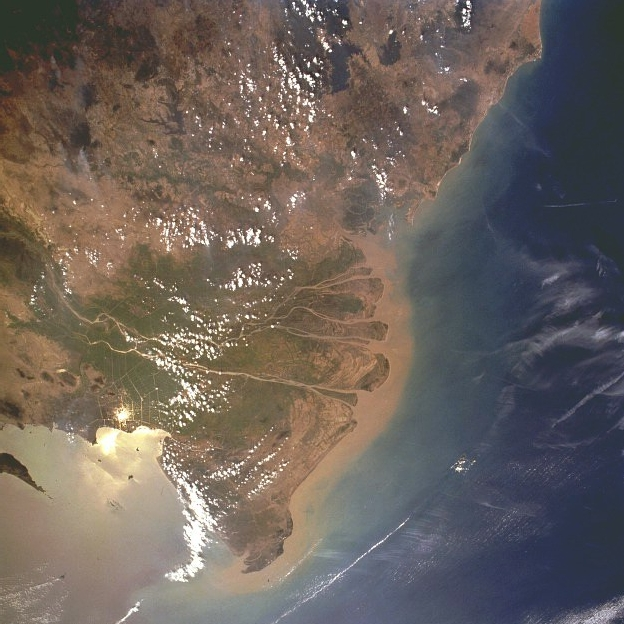
Vista del delta dal satellite